# Sävsjön (Burseryds socken, Småland)
Sävsjön är en sjö i Gislaveds kommun i Småland och ingår i Nissans huvudavrinningsområde. Sjön är 16,5 meter djup, har en yta på 1,46 kvadratkilometer och befinner sig 157 meter över havet. Sjön avvattnas av vattendraget Kilan (Västerån). Vid provfiske har bland annat abborre, braxen, gädda och gös fångats i sjön.

## Delavrinningsområde
Sävsjön ingår i det delavrinningsområde (635181-135012) som SMHI kallar för Utloppet av Sävsjön. Medelhöjden är 166 meter över havet och ytan är 5,87 kvadratkilometer. Räknas de 7 delavrinningsområdena uppströms in blir den ackumulerade arean 84,56 kvadratkilometer. Kilan (Västerån) som avvattnar avrinningsområdet har biflödesordning 2, vilket innebär att vattnet flödar genom totalt 2 vattendrag innan det når havet efter 93 kilometer. Delavrinningsområdet består mestadels av skog (62 %). Avrinningsområdet har 1,82 kvadratkilometer vattenytor vilket ger det en sjöprocent på 31 %.

## Fisk
Vid provfiske har följande fisk fångats i sjön:
- Abborre
- Braxen
- Gädda
- Gös
- Mört
- Sik
- Siklöja
- Sutare